# شلول (مناخة)

تعديل مصدري - تعديل

شلول هي إحدى قرى عزلة بني جربن بمديرية مناخة التابعة لمحافظة صنعاء، بلغ تعداد سكانها 102 نسمة حسب تعداد اليمن لعام 2004.